# Eva Mori
Eva Mori Pavlović, slovenska odbojkarica, * 13. marec 1996, Kanal ob Soči.
Eva igra na položaju seterja.
S slovensko žensko odbojkarsko reprezentanco je nastopila na Evropskem prvenstvu 2015. Na klubskem nivoju igra v klubu Volley Bergamo.